# Pontocypris
Pontocypris is een geslacht van kreeftachtigen uit de klasse van de Ostracoda (mosselkreeftjes).

## Soorten
- Pontocypris abnormis Terquem, 1885 †
- Pontocypris acuminata (Mueller, 1894) Maddocks, 1969
- Pontocypris acuminata Ulrich, 1891 †
- Pontocypris acupunctata Brady, 1867
- Pontocypris acuta Bonaduce, Ciampo & Masoli, 1976
- Pontocypris aequilateralis Terquem, 1885 †
- Pontocypris aldensis (M'Coy, 1851) Bassler & Kellett, 1934 †
- Pontocypris arctowskiensis Hartmann, 1986
- Pontocypris arcuata Luebimova, 1955 †
- Pontocypris bassleri Morey, 1935 †
- Pontocypris billingsella Geis, 1932 †
- Pontocypris bolgiensis Conti, 1954 †
- Pontocypris bradyi Chapman, 1941
- Pontocypris brevis Lienenklaus, 1905 †
- Pontocypris burulchensis Neale, 1966 †
- Pontocypris bythocyproides Pribyl & Snajdr, 1951 †
- Pontocypris calabra (Seguenza, 1880) Seguenza, 1883 †
- Pontocypris carbonica Kummerow, 1939 †
- Pontocypris cavoblancoensis Rodriguez, 1969 †
- Pontocypris chotecensis Pribyl & Snajdr, 1951 †
- Pontocypris chununae Hu & Tao, 2008
- Pontocypris cincta Terquem, 1885 †
- Pontocypris compressa Seguenza, 1880 †
- Pontocypris concava Kummerow, 1939 †
- Pontocypris coryelli Geis, 1932 †
- Pontocypris cuneata Neale, 1966 †
- Pontocypris curvata Terquem, 1885 †
- Pontocypris cypriformis Lienenklaus, 1900 †
- Pontocypris davidiana Chapman, 1910
- Pontocypris delicata Wilson, 1935 †
- Pontocypris devonica Pribyl & Snajdr, 1951 †
- Pontocypris dextra Scheremeta, 1969 †
- Pontocypris discrepans (Mueller, 1894) Maddocks, 1969
- Pontocypris dreikanter (Coryell & Fields, 1937) Bold, 1958 †
- Pontocypris elegans Scott, 1905
- Pontocypris explorata Kuznetsova, 1961 †
- Pontocypris extensa Zalanyi, 1929 †
- Pontocypris faba (Reuss, 1846) Brady, 1878 †
- Pontocypris felix Neale, 1962 †
- Pontocypris frequens (Mueller, 1894) Reys, 1961
- Pontocypris gibbosa Terquem, 1885 †
- Pontocypris gracilis Brady, 1890
- Pontocypris grandis Anderson, 1964 †
- Pontocypris grayana (Jones, 1880) Bassler & Kellett, 1934 †
- Pontocypris guttae Herrig, 1994 †
- Pontocypris hispida Sars, 1866
- Pontocypris interposita Seguenza, 1883
- Pontocypris jaujiunae Hu & Tao, 2008
- Pontocypris jukesiana (Jones & Holl, 1868) Jones, 1887 †
- Pontocypris krausei Boucek, 1937 †
- Pontocypris lucida Lienenklaus, 1894 †
- Pontocypris magna (Roth, 1929) Sohn, 1960 †
- Pontocypris oblongata Mehes, 1936 †
- Pontocypris obstipis Mandelstam, 1962 †
- Pontocypris obtusa (Mueller, 1894) Maddocks, 1969
- Pontocypris obtusa Lienenklaus, 1900 †
- Pontocypris obtusata Brady, 1869
- Pontocypris oligocaenica Zalanyi, 1929 †
- Pontocypris pallida (Mueller, 1894) Reys, 1961
- Pontocypris pasionensis (Bold, 1946) Bold, 1963 †
- Pontocypris perforata Vanderpool, 1928 †
- Pontocypris piriformis Terquem, 1885 †
- Pontocypris polita Seguenza, 1883
- Pontocypris propinqua Brady, 1878
- Pontocypris pulchra Scott, 1942 †
- Pontocypris punctata Seguenza, 1883
- Pontocypris punctatus Ramos, Whatley & Coimbra, 2004
- Pontocypris pyriformis Jones, 1895 †
- Pontocypris rara (Mueller, 1894) Maddocks, 1969
- Pontocypris replicata Li, 1963 †
- Pontocypris richardsoni Anderson, 1964 †
- Pontocypris rostrata Scott, 1905
- Pontocypris sagittula Terquem, 1878 †
- Pontocypris serrata (Mueller, 1894) Reys, 1961
- Pontocypris sibirica Chochlova, 1960 †
- Pontocypris sicula Brady, 1890
- Pontocypris siliquoides (Jones & Kirkby, 1879) Bassler & Kellett, 1934 †
- Pontocypris smithii Jones, 1887 †
- Pontocypris spinigera Terquem, 1885 †
- Pontocypris spissa Terquem, 1885 †
- Pontocypris splendida Lienenklaus, 1905 †
- Pontocypris stripta (Luebimova, 1956) Mandelstam, 1963 †
- Pontocypris subdeltoidea Terquem, 1885 †
- Pontocypris suborbicularis Terquem, 1885 †
- Pontocypris subtriangulata (Hu, 1984)
- Pontocypris tamilnaduensis Singh & Porwal, 1989 †
- Pontocypris triquetra (Jones, 1849) Jones & Hinde, 1890 †
- Pontocypris tumida Scott, 1905
- Pontocypris ursulae Egger, 1900 †
- Pontocypris variegata Brady, 1869
- Pontocypris variolata Seguenza, 1880 †
- Pontocypris variolata Suzin, 1956 †
- Pontocypris vennerae Singh & Porwal, 1989 †
- Pontocypris viridis (Brady, 1890)
- Pontocypris vitrea Suzin, 1956 †